# Eudoxoides mitra
Eudoxoides mitra is een hydroïdpoliep uit de familie Diphyidae. De poliep komt uit het geslacht Eudoxoides. Eudoxoides mitra werd in 1859 voor het eerst wetenschappelijk beschreven door Huxley. 